# دیکسی (فیلم)
دیکسی (انگلیسی: Dixie) فیلمی در ژانر موزیکال به کارگردانی ای ادوارد سادرلند است که در سال ۱۹۴۳ منتشر شد.

## بازیگران
- بینگ کرازبی
- دوروتی لامور
- بیلی د وولف
- کلارا بلندیک
- گرانت میچل
- مارجوری رینولدز
- اولین هولند
- ریموند والبرن
- چارلز آر. مور